# يوكا كاتو
يوكا كاتو (باليابانية: 加藤夕夏) هي آيدولة يابانية يابانية، ولدت في 1 أغسطس 1997 في أوساكا في اليابان.